# 口兒吉
口儿吉（13世纪—1311年），元朝将领，阿速人。
原籍高加索山，蒙古西征后定居东方，蒙哥時，與父亲福得來賜充当宿衛，領阿速軍二十戶。忽必烈时，口儿吉以百户随从元帥阿术伐南宋，有功，賜以白金等物。灭宋后，为大宗正府也可扎鲁花赤。后领阿速军随从征伐海都，以功授上賞。元成宗命他宣撫湖廣等處行中書省。至大元年（1308年），元武宗命口儿吉充任左衛阿速親軍都指揮使，進階廣威將軍。至大四年（1311年），去世。
其子的迷的兒，由玉典赤改百戶，領阿速軍，跟随指揮玉爪失征伐乃顏，在鏁寶直之地击败金剛奴軍，降哈丹禿魯干，累以功受賞。至大四年（1311年），襲父職，授明威將軍、阿速親軍都指揮使。的迷的兒之子香山，参与天曆之变，官至左阿速衛都指揮使。至元二年（1336年）元顺帝派遣面见教宗本笃十二世的使者Caticen Tungii，一说就是香山。

## 延伸阅读
[在维基数据编辑]
 《元史/卷135》，出自宋濂《元史》
 《新元史/卷152》，出自柯劭忞《新元史》